# Bathypterois perceptor
Bathypterois perceptor is een straalvinnige vissensoort uit de familie van netoogvissen (Ipnopidae). De wetenschappelijke naam van de soort is voor het eerst geldig gepubliceerd in 1977 door Sulak.